# Thanh Hối
Thanh Hối là một xã thuộc huyện Tân Lạc, tỉnh Hòa Bình, Việt Nam.
Xã Thanh Hối có diện tích 26,38 km², dân số năm 1999 là 5549 người, mật độ dân số đạt 210 người/km².